# Sons of Liberty (Film)
Sons of Liberty ist ein US-amerikanischer Kurzfilm von 1939. Unter der Regie von Michael Curtiz spielen Claude Rains und Gale Sondergaard die Hauptrollen in diesem Kurzdrama um den amerikanischen Patrioten und Finanzier Haym Salomon. 

## Handlung
Angerissen, und in eine Spielfilmhandlung eingebunden, wird die Geschichte des 1740 in Lissa in Preußen geborenen und 1785 in Philadelphia gestorbenen Kaufmanns und Bankiers Haym Salomon. Nachdem Salomon um 1775 nach New York eingewandert war, schloss er sich kurz darauf der Bewegung Sons of Liberty an, einer Gruppe junger enthusiastischer Patrioten, die sich gegen das Mutterland Großbritannien auflehnten. 
Während des Amerikanischen Unabhängigkeitskrieges gegen das Königreich Großbritannien war Salomon einer der Hauptfinanzierer der amerikanischen Seite. 1776 wurde er von den Briten als Spion verhaftet, begnadigt und im Anschluss als Dolmetscher (Salomon sprach acht Sprachen) eingesetzt. 1778 wurde er erneut verhaftet und zum Tode verurteilt, konnte aber nach Philadelphia entkommen, wo er seine Karriere als Makler und Wertpapierhändler fortsetzte. Von 1781 an vermittelte Salomon Wechsel für die amerikanische Regierung und erweiterte zinslose Privatdarlehen an die Mitglieder des Kongresses, darunter James Madison.
Auch die private Seite wird thematisiert: Heirat 1777 mit Rachel Franken, mit der er vier Kinder hatte. Außerdem Salomons Zugehörigkeit zur Philadelphia Mikwe-Israel-Gemeinde, die 1740 gegründet worden war. Salomon verstarb 1785 verarmt im Alter von nur 45 Jahren.  

## Produktion und Hintergrund

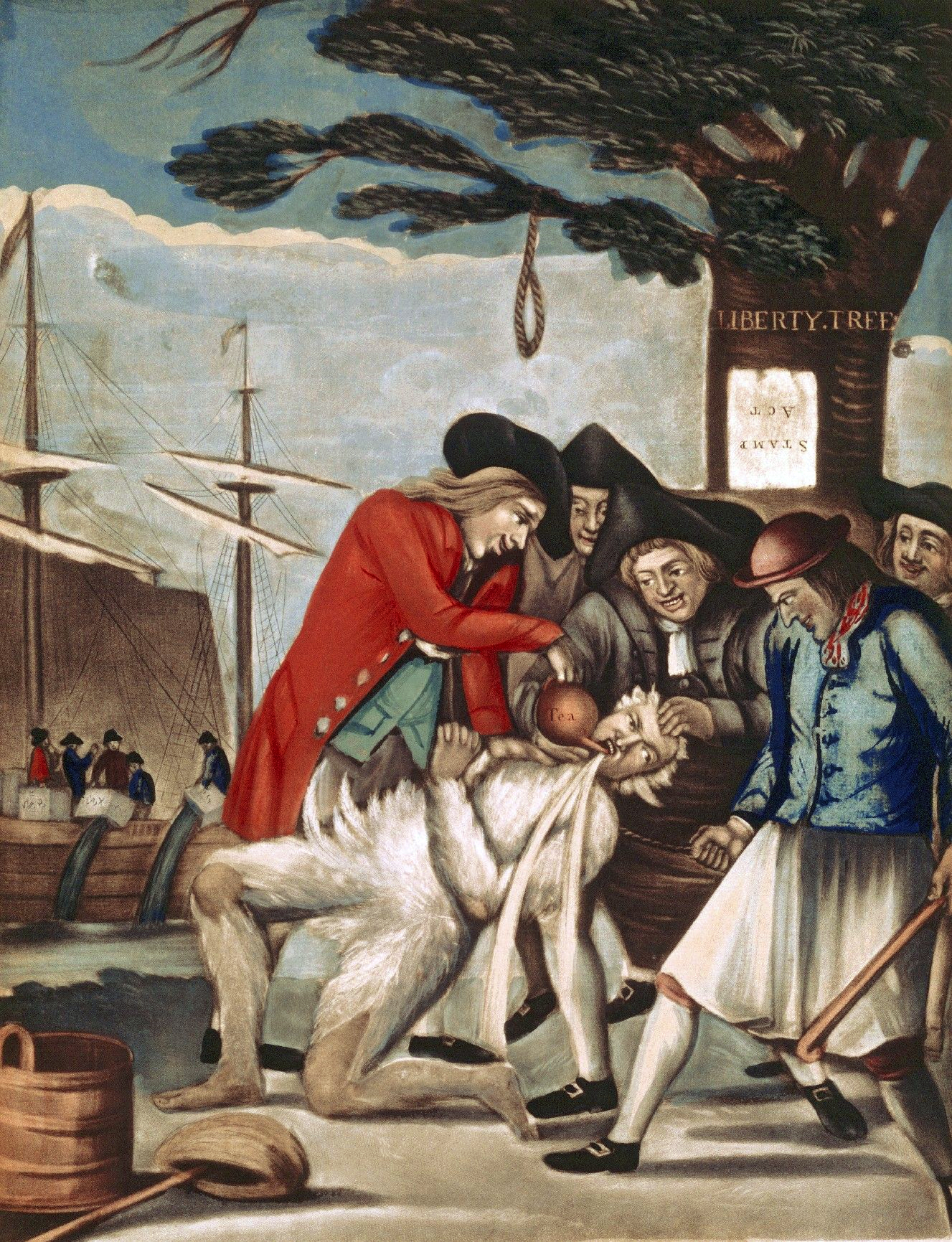
Sons of Liberty von Paul Revere

Michael Curtiz’ Film hatte in den USA am 20. Mai 1939 Premiere. Vertrieben wurde er durch Warner Bros.
Randi Hokett führt in Waging Warners’ War zum Film aus, dass ‚Sons of Liberty‘ 
ein besonders interessantes Beispiel gebe, da der Film seine Geschichte aus der wichtigen Rolle des jüdischen Bankiers Haym Salomon erzähle, der die amerikanische Revolution unterstützt habe bei der Finanzierung derselben. Der Kurzfilm zeige auch eine Szene in einer Synagoge zu einer Zeit, als jüdische Identität im amerikanischen Film weitgehend eliminiert gewesen sei. Das Porträt Claude Rains als Haym Salomon sei einer der wenigen Filme aus dieser Zeit, die einen jüdischen Charakter in den Vordergrund gestellt hätten.

## Auszeichnungen
1940 wurde der Film in der Kategorie „Bester Kurzfilm“ (2 Filmrollen) mit einem Oscar ausgezeichnet. 